# گوگو بوخانیان
گوگو «سپان» بوخانیان ( زاده ۱۹۴۵) بازیکن فوتبال بازنشسته در پست مهاجم ارمنی‌تبار اهل ایران است که در دسته اول باشگاه‌های تهران بازی می‌کرد.

## زندگی‌نامه
گوگو بوخانیان در سال ۱۹۴۵ میلادی (۱۳۲۴ خورشیدی) در محله منوچهری، تهران به دنیا آمد. وی فوتبال حرفه‌ای خود را از تیم فوتبال کوروش تهران «تیم دوم تاج» شروع کرد. پست تخصصی وی گوش راست و شماره مورد علاقه او ۷ بود. بازی با توپ عالی، مهار فوق‌العاده توپ، و دریبل‌های ریز از جمله مشخصات تکنیکی او به حساب می‌آمد. گوگو بعد از کوروش به آرارات تهران منتقل شد و به مدت ۴ سال در این تیم ماند، و با آرارات برای انجام بازی‌های المپیک ارامنه به لبنان نیز سفر کرد. بعد از آرارات، به مدت دو سال به تیم دارایی تهران پیوست، و با دارایی یک سال به مقام قهرمانی و یک سال به مقام نایب قهرمانی نائل آمد. به همین منظور با تیم دارایی به مدت یک ماه به روسیه سفر نمود و تعداد ۴ بازی دوستانه نیز در آنجا انجام داد.

## باشگاهی
از باشگاه‌هایی که در توپ زده است می‌توان کوروش تهران، آرارات تهران و دارایی را اشاره کرد.

### گل‌ها
| هفته | تاریخ       | مکان | حریف  | گل وی | نتیجه | رویداد                            |
| ---- | ----------- | ---- | ----- | ----- | ----- | --------------------------------- |
|      | ۱۹ تیر ۱۳۴۳ |      | شاهین | ۱–۲   | ۳–۴   | گروه دوم دسته اول باشگاه‌های تهران |